# Mẫu (dạng thức)
Mẫu là một dạng, một khuôn thức, hay một mô hình (một cách trừu tượng, là một tập hợp các quy tắc) mà có thể dùng để làm ra hay tạo nên những sự vật hoặc các bộ phận của một vật. Đặc biệt, trong trường hợp nếu các sự vật được tạo nên này hội đủ các điểm chung để cho kết cấu bên trong của nó trở thành dự đoán được hay phân biệt được (với cái khác), thì sự vật (mẫu) này gọi là bày biện mẫu. Sự phát hiện của kết cấu bên trong được gọi là sự thừa nhận mẫu.
Mẫu đơn giản nhất thường có thể tạo nên bằng cách dựa vào sự trùng lặp: nhiều sự sao chép của cùng một khuôn thức được kết hợp mà không cần có sự sửa đổi. Thí dụ, trong ngành hàng không, một "mẫu chờ" là một phi đạo mà có thể lặp lại cho đến khi phi cơ được cho phép hạ cánh.
Sự thừa nhận mẫu thì phức tạp hơn khi mà các khuôn thức của nó được dùng để tạo nên các biến đổi. Thí dụ, trong tiếng Việt, các câu đơn thường theo mẫu "Danh từ + động từ + túc từ", nhưng trong nhiều trường hợp để hiểu đúng đòi hỏi phải có sự phát hiện mẫu (trong trường hợp các câu đối, câu chơi chữ chẳng hạn.)
Sự thừa nhận mẫu được nghiên cứu trong nhiều ngành, bao gồm tâm lý học, phong tục học, và ngay cả khoa học máy tính.
Một số mẫu (chẳng hạn như các mẫu thấy được bằng mắt) thì có thể được quan sát trực tiếp bằng các giác quan.
Các hành tinh trong Thái Dương hệ bị giữ bởi sức hút của mặt trời là một mẫu cổ đại. Các hành tinh dịch chuyển theo các quỹ đạo bầu dục (mà hoàn toàn có thể dự kiến được) trong nhiều tỉ năm.